# 巴拉圭共产党

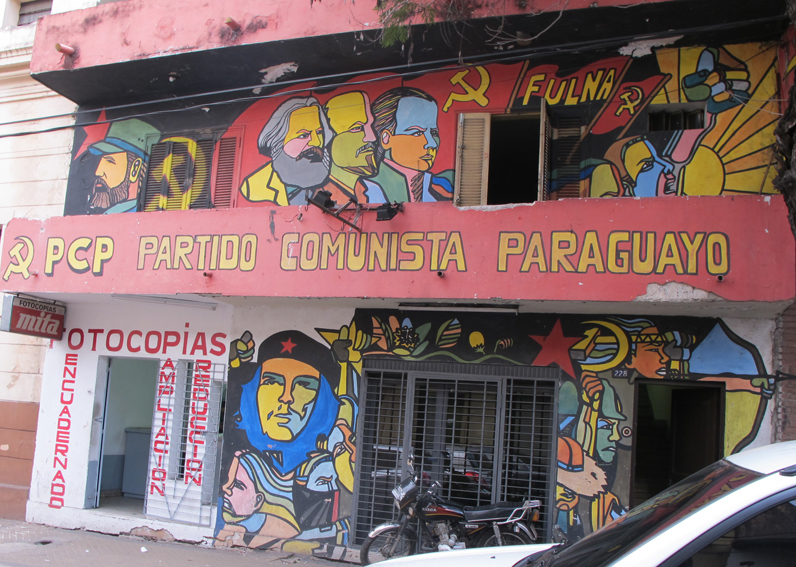
巴拉圭共产党在亚松森的办公室，摄于2013年

巴拉圭共产党（西班牙語：Partido Comunista Paraguayo，缩写为PCP）是巴拉圭的一个共产主义政党。该党成立于1928年2月19日，同年加入共产国际。1941年，举行“一大”通过党纲，号召工人阶级和全体人民联合起来努力为民主权利、进行土地改革、巩固党组织而斗争。1947年，领导武装起义遭镇压。1949年，举行“二大”，通过民族民主改造纲领，确定实行土地改革，恢复国家的经济独立的方针。1959年，在该党倡议下，在国外建立了由共产党和其他在野党参加的民族解放统一阵线，领导反对阿尔弗雷多·斯特罗斯纳独裁统治的斗争。1965年，分裂为以总书记奥斯卡·克雷依特为首和以党的创始人巴尔特为首的两派，巴尔特派被视为主流，克雷依特派则被称作巴拉圭共产党 (克雷依特)。1967年，召开代表会议，提出以土地改革为中心的十大纲领。1971年4月，召开“三大”，通过党纲、党章和政治纲领，强调党以社会主义和共产主义为最终目标，在现阶段，党的斗争目标是进行反帝、反独裁的民主斗争。1978年6月，中央全会通过《巴拉圭共产党宣言》和党的马克思列宁主义统一的声明，号召建立广泛的反独裁统一战线。1980年8月，前总书记安东尼奥·迈达纳被斯特罗斯纳独裁政权绑架，至今下落不明。在1989年2月军事政变推翻斯特罗斯纳独裁统治以前，该党曾长期处于非法状态，仅1936年2月有15天和1946年的6个月处于合法状态。